# سن روي (لاعبة كرة قدم)
سن روي هي لاعبة كرة قدم صينية، ولدت في 30 مارس 1978.

## وصلات خارجية
- سن روي على موقع الاتحاد الدولي (مؤرشف)  (الإنجليزية)